# Прострел желтеющий
Простре́л желте́ющий (лат. Pulsatílla orientáli-sibírica, ранее Pulsatilla flavéscens) — многолетнее растение, вид рода Прострел семейства Лютиковые (Ranunculaceae).

## Описание
Стебли достигают 7-15 (до 45) см высоты. Корневище — толстое, вертикальное, многоглавное. Прикорневые листья длинночерешковые, опушённые, развиваются в конце цветения, пластинки их округло-почковидные, рассечённые на 3 доли; все доли сидячие; каждая доля дважды или трижды рассечена на доли второго порядка. Высота прикорневой розетки листьев — 25-30 см.
Цветки жёлтого цвета, ширококолокольчатые, позднее широко раскрытые появляются ранней весной. Листочки околоцветника 2,5-3,5 см длиной, продолговато-яйцевидные, коротко заострённые или туповатые, снаружи волосистые. Тычинки многочисленные, во много раз короче листочков околоцветника. Плодики волосистые, с длинными перистыми столбиками.
С лечебной целью используется трава (стебли, листья, цветки), листья, бутоны.
В природных условиях встречаются гибриды прострела раскрытого и желтеющего.

## Ареал
Распространён в европейской части России (Волжско-Камский район), в Западной Сибири (Обский, Иртышский районы), в Восточной Сибири (Енисейский, Лено-Колымский, Даурский районы).
Растёт на опушках лиственничных и сосновых лесов, заходит под полог леса, обычен на пологих горных или песчаных склонах.

## Охрана
Растение включено в Красную книгу ХМАО — Югры как редкий малочисленный вид и в Красную книгу Свердловской области как вид с неопределенным статусом, а также в Красную книгу республики Башкортостан и Красную книгу Тюменской области.

## Галерея

Прострел желтеющий
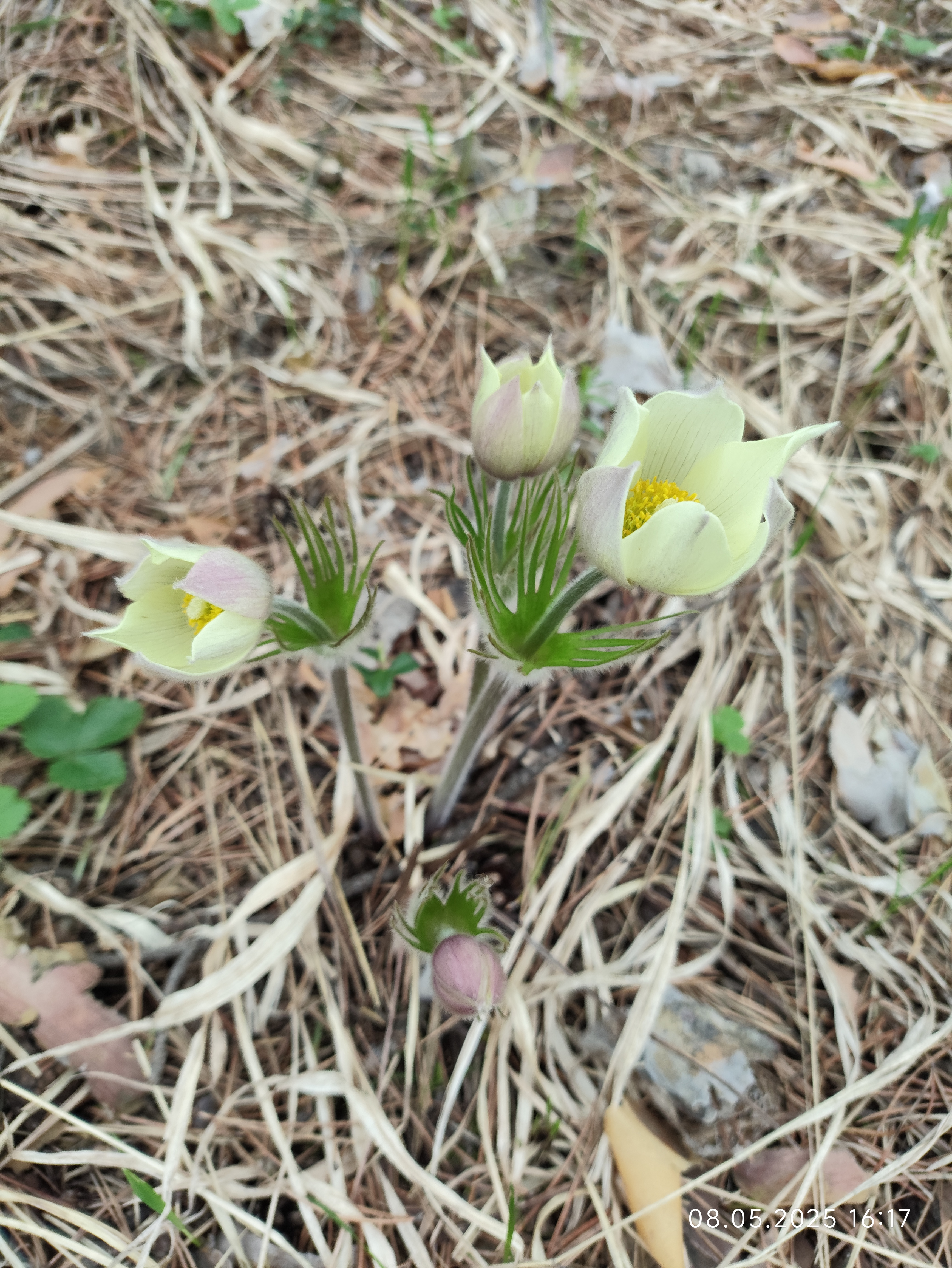
Общий вид растения; Россия, Свердловская область 2025 год
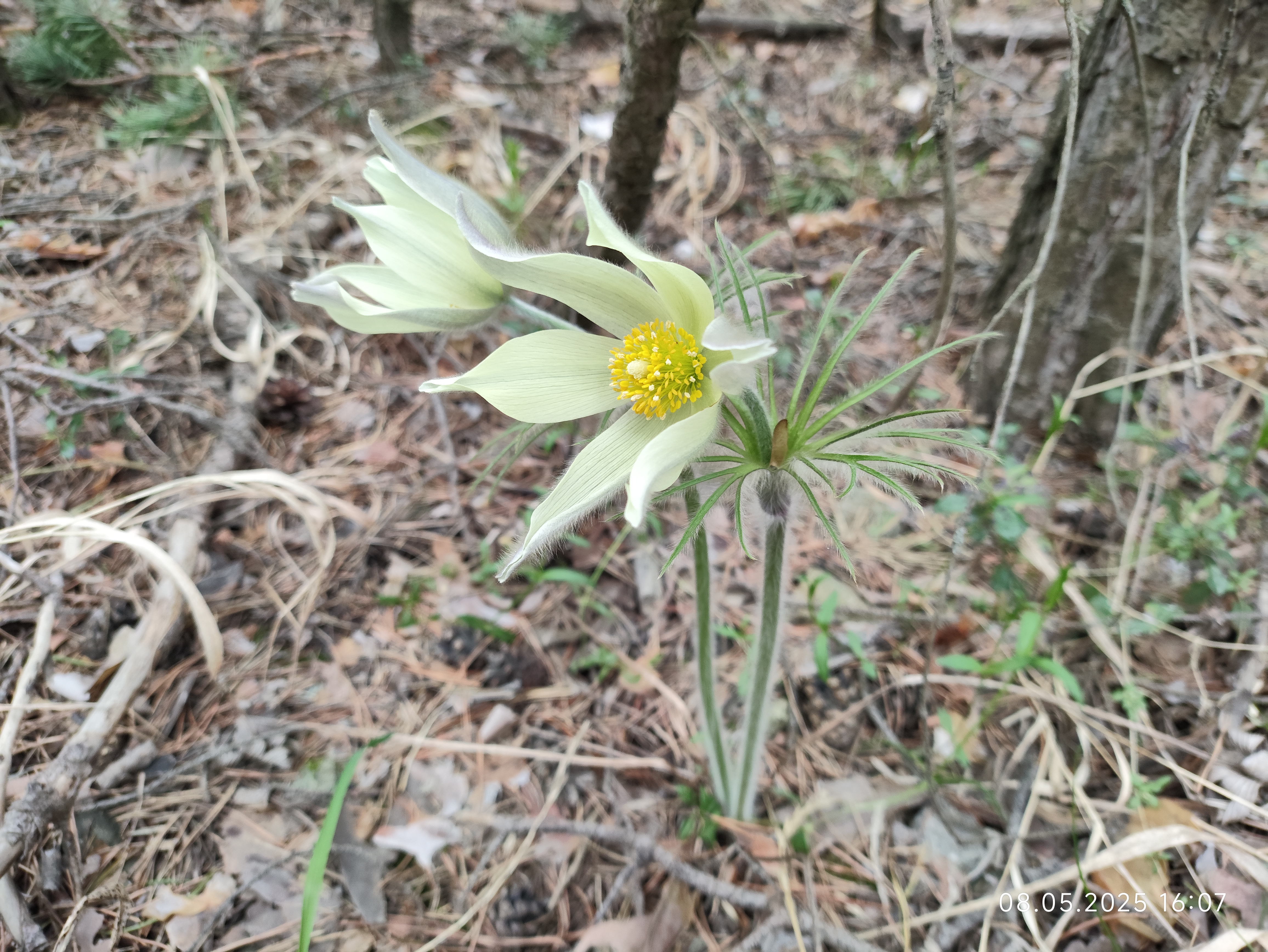
Общий вид растения; Россия, Свердловская область 2025 год
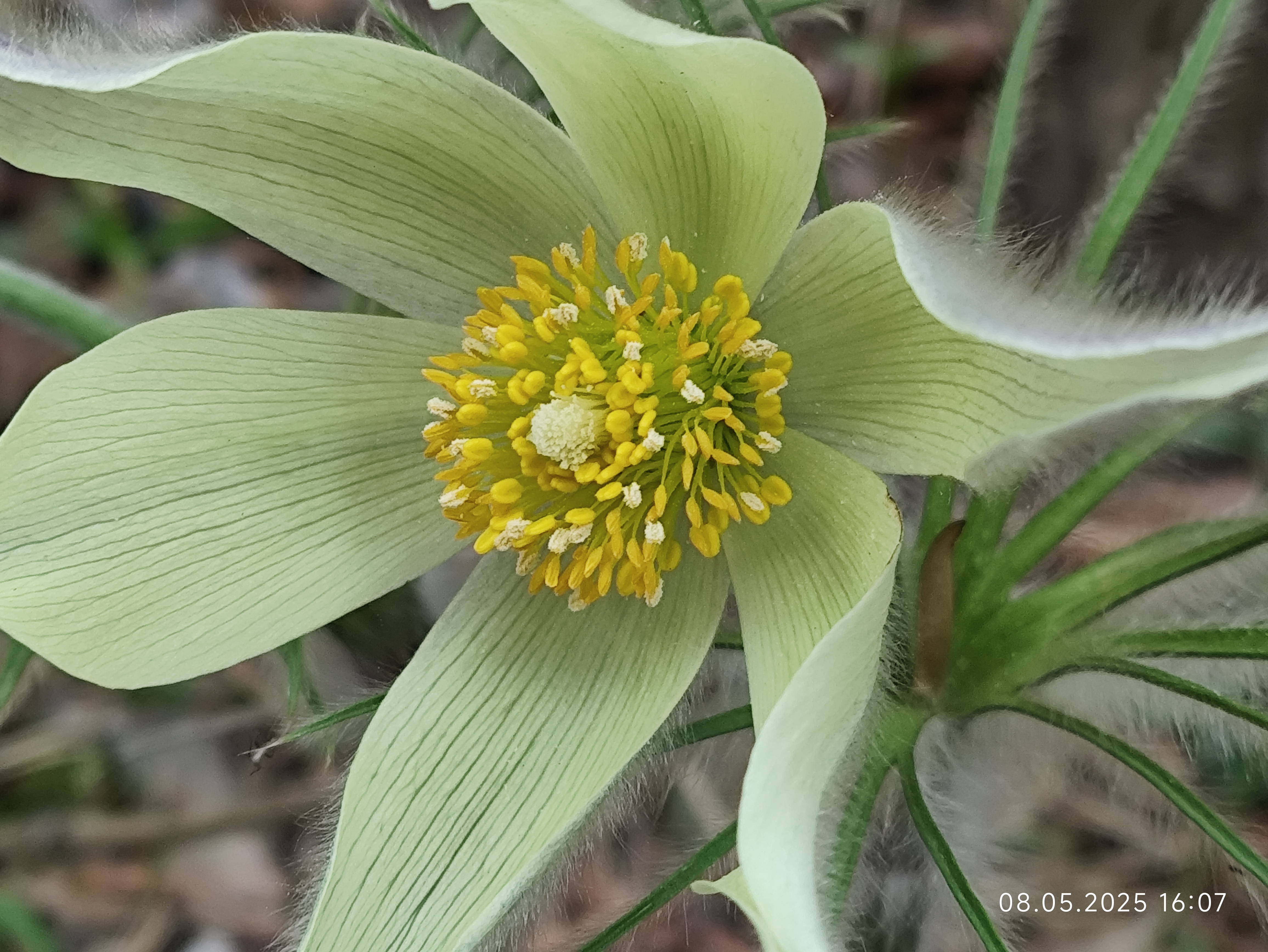
Цветок; Россия, Свердловская область 2025 год